# مدينة دبي العالمية
مدينة دبي العالمية هو حي يقع في إمارة دبي في الإمارات العربية المتحدة ويبلغ عدد سكانها 120,000 نسمة. وهي عبارة عن مجموعة من المساكن والشركات والمعالم السياحية ذات الطابع الريفي. وتمتد المدينة على مساحة 800 هكتار (8 ملايين متر مربع)، تخطيط المدينة مستوحى من السجاد التقليدي في الشرق الأوسط. وهي مكونة من أقسام متعددة، لكل منها مجموعتها الخاصة من التجمعات السكنية والتجارية. تقع مدينة دبي العالمية في منطقة ورسان في دبي، بالقرب من مركز دبي المركزي للفواكه وسوق الخضار.

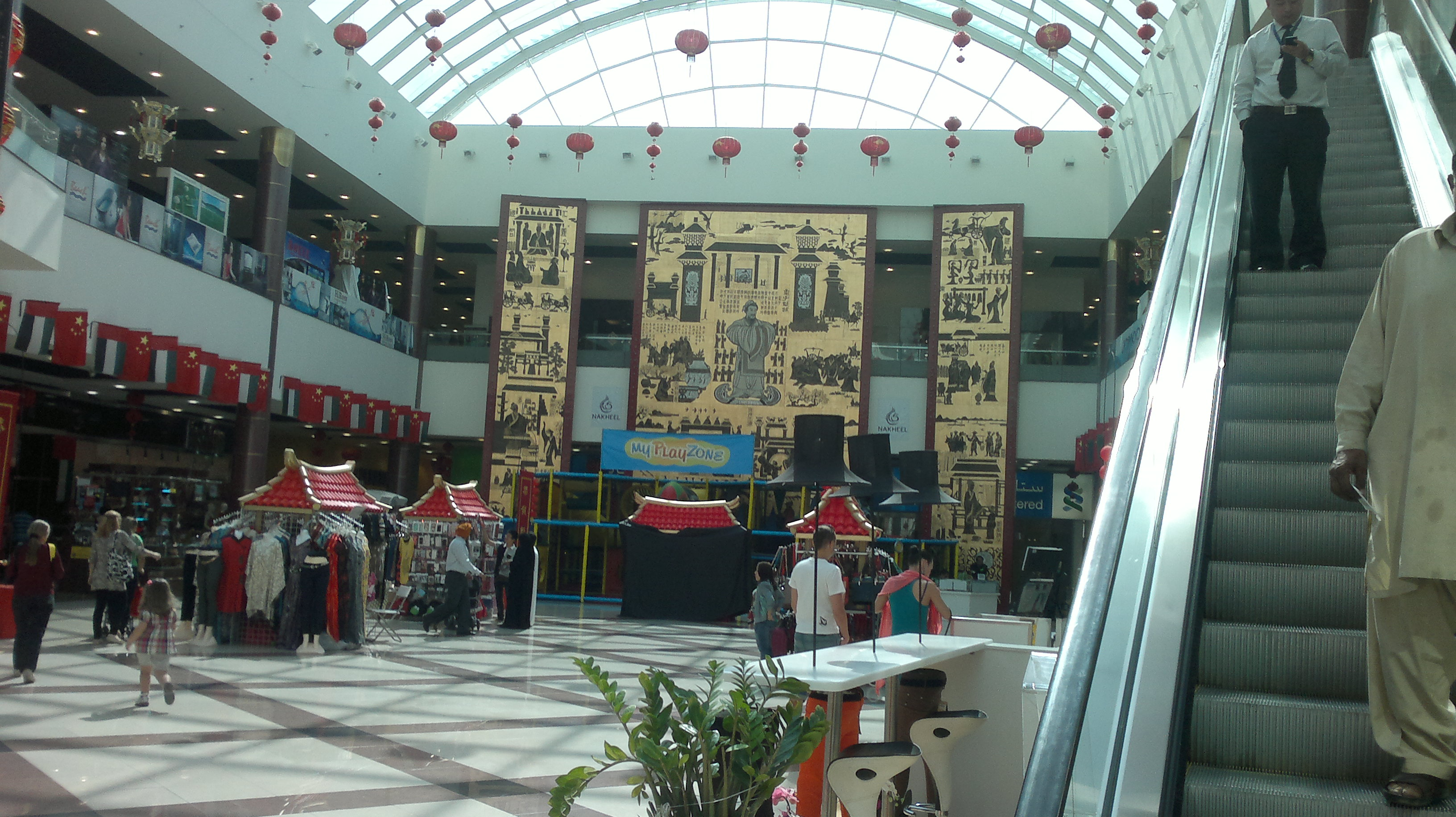
مدينة دبي العالمية الحي الصيني

تتميز المدينة العالمية في دبي بأحيائها المتعددة والمستلهمة من عدد من الثقافات والدول حل العالم ومن هذه الأحياء:
- الحي الصيني الذي يجمع بين الطراز المعماري الصيني التقليدي والحديث، ويقع بالقرب من سوق التنين الذي يعتبر من مراكز التسوق الكبيرة في المنطقة.
- الحي المغربي المصمم على الطراز المعماري المغربي الذي يتميز بالأبنية المنخفضة المكونة من ثلاث طوابق، والنوافذ الواسعة المقوسة.
- الحي البريطاني الذي تم تصميمه على الطراز الفيكتوري من القرنين الثامن عشر والتاسع عشر وبواجهات أبنية من الطوب الأحمر.
- الحي اليوناني يتميز بتصميمه الذي يحتوي على الكثير من الأعمدة والزخارف المستمدة من الثقافة اليونانية.
- الحي الفرنسي يتميز بأبنيته ذات اللون المائل إلى الأحمر والرمادي ونوافذها المصممة على الطراز الفرنسي.
- الحي الإماراتي المكون من مجموعة من الأبنية ذات اللون الترابي والمستلهمة من الطراز المعماري الإماراتي التقليدي.
- الحي الإيطالي ويتكون من أبنية بارتفاع 2 إلى 5 طوابق على الطراز المعماري الإيطالي
- الحي الروسي ويتكون من أبنية منخفضة الارتفاع.
- الحي الفارسي الذي يتميز بمبانيه ذات اللون الترابي والنوافذ الزرقاء.

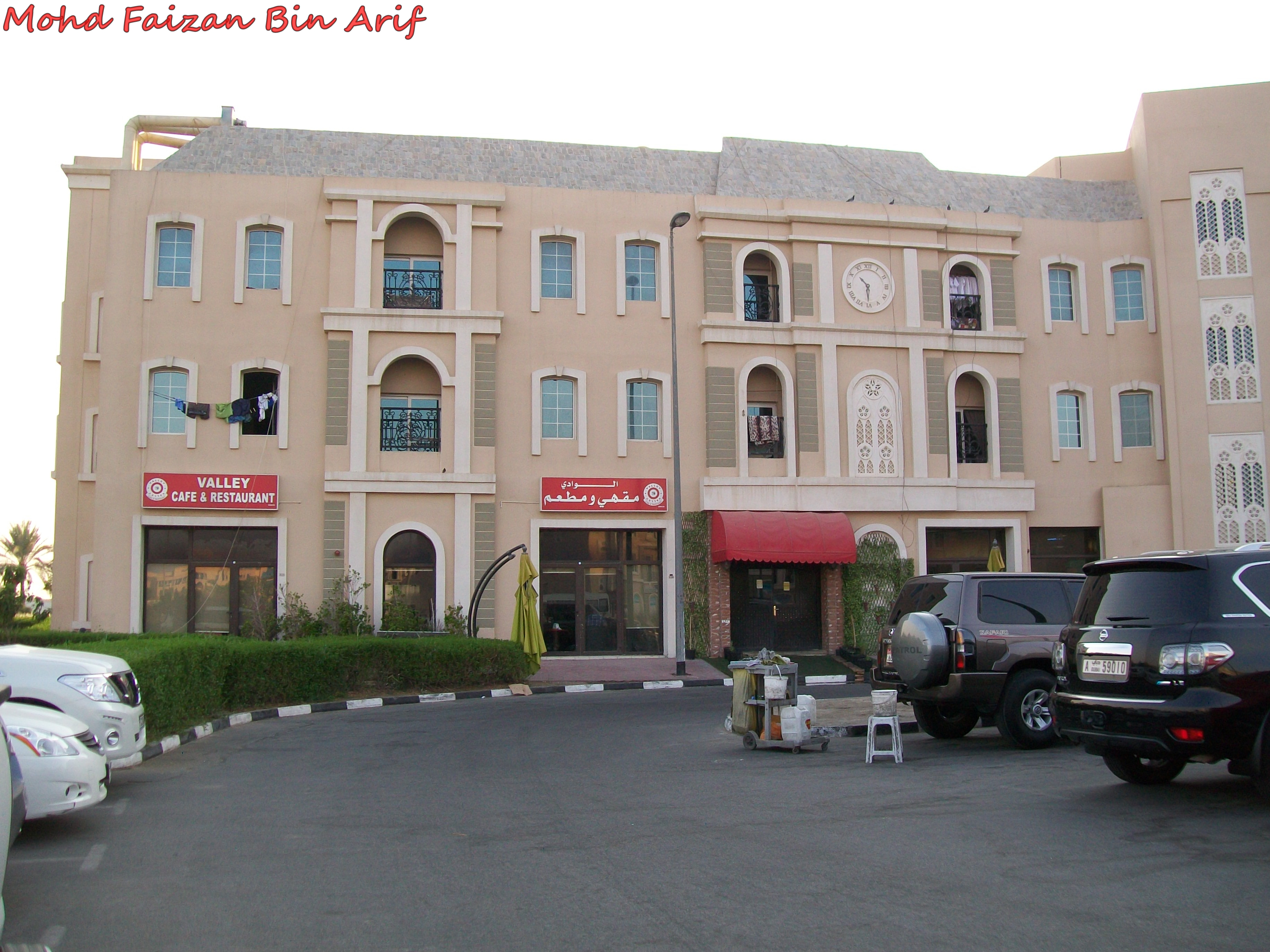
الحي الفرنسي في مدينة دبي العالمية

- الحي الفرنسي في مدينة دبي العالميةالحي الاسباني يتكون من أبنية بارتفاع 3 أو 4 طوابق بواجهات بيضاء مزينة ومزخرفة برسومات على الطراز الاسباني.